# Saint-Nazaire-de-Valentane
Saint-Nazaire-de-Valentane is een gemeente in het Franse departement Tarn-et-Garonne (regio Occitanie) en telt 333 inwoners (2004). De plaats maakt deel uit van het arrondissement Castelsarrasin.

## Geografie
De oppervlakte van Saint-Nazaire-de-Valentane bedraagt 17,5 km², de bevolkingsdichtheid is 19,0 inwoners per km².
De onderstaande kaart toont de ligging van Saint-Nazaire-de-Valentane met de belangrijkste infrastructuur en aangrenzende gemeenten.

## Demografie
Onderstaande figuur toont het verloop van het inwonertal (bron: INSEE-tellingen).